# Monchín Triana
Ramón Triana y del Arroyo, deportivamente conocido como Monchín Triana (Madrid o Fuenterrabía; 28 de junio de 1902 - Paracuellos de Jarama, Madrid; 7 de noviembre de 1936), fue un futbolista español que jugaba como centrocampista, y jugador histórico del Club Atlético de Madrid —del que llegó a ser su máximo goleador histórico—, y del Real Madrid Club de Fútbol, con quien se proclamó campeón de liga en 1932, la primera de la historia del club. Al título nacional sumó con ambos equipos un total de siete campeonatos regionales.
Fue fusilado durante la guerra civil española, en las matanzas de Paracuellos. 
En su memoria, desde el año 1952 al 1968 se otorgó el premio Trofeo Monchín Triana, otorgado anualmente por los diarios españoles MARCA y Arriba al futbolista de la liga española que hubiese destacado, a lo largo de su carrera, por su espíritu deportivo y por la fidelidad a los colores de su club.

## Biografía

### Etapa en el Athletic de Madrid
Monchín Triana nació en el verano de 1902 en Madrid o en la localidad guipuzcoana de Fuenterrabía según las fuentes. Pertenecía a una familia acomodada de la capital. 
En 1919 comenzó a jugar en el Athletic Club de Madrid, uno de cuyos directivos era pariente suyo. Triana jugó en la delantera del equipo donde destacó por su técnica y por su inteligencia en el juego.
Permaneció en el club durante 9 años convirtiéndose en una de las grandes estrellas del club, y del que llegó a ser su máximo goleador histórico, hasta ser superado por su compañero Cosme Vázquez en su última temporada como rojiblanco. Con el Athletic ganó tres campeonatos regionales (en 1921, 1925 y 1928), los primeros de la historia del club, y alcanzó dos finales del Campeonato de España (en 1921 y 1926), perdidas ambas frente al Athletic Club y el Football Club Barcelona respectivamente. Se puede decir que Triana junto con otros jugadores como Luis Olaso contribuyó en la década de los años 1920 a convertir al Athletic de Madrid en un equipo de importancia en la capital[cita requerida].

### Etapa en el Real Madrid
En 1928 una grave crisis institucional dentro del Athletic de Madrid propició su fichaje por Real Madrid Football Club. Monchín Triana fue el más significativo de los jugadores rojiblancos que abandonaron el club aquel año descontentos con la política de la directiva, marchando al «eterno rival» con la consiguiente repercusión. Un año más tarde, Luis Olaso, el capitán y otro jugador insignia del club rojiblanco, siguió a Triana en su marcha a Chamartín por motivos similares.
Debutó en el club en la séptima jornada del Campeonato Regional Centro de 1928-29 disputada el 18 de noviembre precisamente ante su anterior club, donde anotó uno de los goles blancos en la victoria por 3-1. También marcó un gol en su debut en Copa en la ida de los dieciseisavos del 9 de diciembre frente al Real Oviedo. Su debut en el nuevo Campeonato de Liga se produjo en la segunda jornada frente al Football Club Barcelona, anotando en la competición su primer tanto una jornada después. En ella nuevamente se enfrentó a su exequipo, al que consiguió anotar dos goles. 
Su paso por el club blanco coincidió ya con la recta final de su carrera futbolística, que se prolongó hasta 1932. Con el Real Madrid F. C. alcanzó dos finales más del Campeonato de España (en 1929 y 1930). Jugó aquellas dos finales, pero no le acompañó la suerte y los blancos perdieron ambas finales por la mínima, pese a que en la segunda de ellas marcó un gol en la final frente al Athletic Club que no fue suficiente.
En la Liga jugó veinte partidos durante cuatro temporadas siendo titular en la primera, y suplente en las tres siguientes. En ellas logró obtener su primer título nacional, y primer título de Liga de la historia del Real Madrid en la temporada 1931-32. El papel de Monchín Triana en ese título histórico fue modesto, pero de gran rendimiento sin embargo, ya que solo jugó tres partidos de Liga en los que anotó tres goles. Cerró su etapa en el club con otros cuatro títulos del campeonato regional para un total de ocho títulos en su trayectoria.

### Muerte
Monchín pertenecía a una acomodada familia católica de la madrileña calle Serrano. Poco después de producirse el golpe de Estado de 1936, milicianos republicanos se presentaron en su casa reclamando a Triana y a sus dos hermanos, que se encontraban huidos. Se presentaron ante las autoridades que dirigían la Junta de Defensa de la capital, pero fueron encarcelados sin juicio en la Cárcel Modelo de Madrid.
Durante una de las sacas que se produjeron en la Modelo, el 7 de noviembre de 1936, Monchín fue transportado en un camión en el que también se encontraban Juan Canalejo y Manuel Delgado Barreto hasta las inmediaciones de Paracuellos de Jarama, donde fueron fusilados, formando parte de las llamadas matanzas de Paracuellos, donde también fueron fusilados los dos hermanos del futbolista.

## Selección nacional
Fue una única vez internacional con la selección española. Debutó en Sevilla, el 17 de marzo de 1929 en la victoria por 5-0 a la selección portuguesa.

## Estadísticas

### Clubes
Datos actualizados a fin de carrera deportiva.
| Athletic de Madrid · España | 1.ª C.        | 1919-20       | Inexistente | Inexistente | -  | -  | 4  | 4  | 4   | 4  | 1    |
| Athletic de Madrid · España | 1.ª C.        | 1920-21       | Inexistente | Inexistente | 3  | 4  | 5  | 3  | 8   | 7  | 0.88 |
| Athletic de Madrid · España | 1.ª C.        | 1921-22       | Inexistente | Inexistente | -  | -  | 5  | 3  | 5   | 3  | 0.60 |
| Athletic de Madrid · España | 1.ª C.        | 1922-23       | Inexistente | Inexistente | -  | -  | 6  | 5  | 6   | 5  | 0.83 |
| Athletic de Madrid · España | 1.ª C.        | 1923-24       | Inexistente | Inexistente | -  | -  | 8  | 3  | 8   | 3  | 0.38 |
| Athletic de Madrid · España | 1.ª C.        | 1924-25       | Inexistente | Inexistente | 6  | -  | 8  | 5  | 14  | 5  | 0.36 |
| Athletic de Madrid · España | 1.ª C.        | 1925-26       | Inexistente | Inexistente | 5  | -  | 4  | 1  | 9   | 1  | 0.11 |
| Athletic de Madrid · España | 1.ª C.        | 1926-27       | Inexistente | Inexistente | 4  | 1  | 7  | 3  | 11  | 4  | 0.36 |
| Athletic de Madrid · España | 1.ª C.        | 1927-28       | Inexistente | Inexistente | -  | -  | 6  | 3  | 6   | 3  | 0.50 |
| Athletic de Madrid · España | Total club    | Total club    | 0           | 0           | 18 | 5  | 53 | 30 | 71  | 35 | 0.49 |
| Madrid F. C. · España | 1.ª           | 1928-29       | 12          | 4           | 7  | 6  | 1  | 1  | 20  | 11 | 0.55 |
| Madrid F. C. · España | 1.ª           | 1929-30       | 4           | 1           | 8  | 1  | 2  | -  | 14  | 2  | 0.14 |
| Madrid F. C. · España | 1.ª           | 1930-31       | 1           | -           | 1  | -  | 6  | 1  | 8   | 1  | 0.13 |
| Madrid F. C. · España | 1.ª           | 1931-32       | 3           | 3           | -  | -  | -  | -  | 3   | 3  | 1    |
| Madrid F. C. · España | Total club    | Total club    | 20          | 8           | 16 | 7  | 9  | 2  | 45  | 17 | 0.38 |
| Total carrera | Total carrera | Total carrera | 20          | 8           | 34 | 12 | 62 | 32 | 116 | 52 | 0.45 |
| (1) Incluye datos de la Primera División (1928-32). (2) Incluye datos de la Copa de España (1919-32). (3) Incluye datos del Campeonato Regional Centro / Copa Federación Centro (1919-32). (4) No incluye goles en partidos amistosos. |               |               |             |             |    |    |    |    |     |    |      |

### Selecciones
Actualizado al último partido jugado el 17 de marzo de 1929.
| Absoluta · España |               |   |   |   |   |   |      |      |
| 1928-29 | 0             | 0 | 1 | 0 | 1 | 0 | 0,00 |      |
| Total sel. | 0             | 0 | 1 | 0 | 1 | 0 | 0,00 |      |
| Total carrera | Total carrera | 0 | 0 | 1 | 0 | 1 | 0    | 0,00 |
| (1) La selección absoluta disputaba anteriormente los Juegos Olímpicos (No hubo de disputar partidos de este torneo durante su internacionalidad) |               |   |   |   |   |   |      |      |